# Xarjah
L'emirat de Xarjah o, segons la pronúncia clàssica àrab, d'aix-Xàriqa (àrab: إمارة الشارقة, imārat ax-Xāriqa, pronunciat en el dialecte local ax-Xārja) és un dels set emirats que conformen els Emirats Àrabs Units. Està format per la part principal amb façana al golf Pèrsic i tres enclavaments principals a la costa del golf d'Oman: Dibba, Khor Fakkan i Kalba. Els xeics d'aquests territoris van reconèixer la sobirania del xeic de Xarjah, que pertany a la dinastia Qasimi o Qauasimi (pels anglesos Kawasin o Qawasin) que també governen a Ras al-Khaimah.
En canvi, el xeic de Madha, a l'oest de Khor Fakkan, va reconèixer tradicionalment la sobirania del soldà d'Oman i finalment es va delimitar el seu territori com un enclavament dins Xarjah el 1969. En canvi el llogaret de Nawha, al costat de Madha, va optar per pertànyer a Xarjah.
El territori de Dibba o Diba (centrat a la ciutat de Diba) està dividit entre Oman, Xarjah i Fujairah. La part de Xarjah es diu Diba al-Hisn i inclou també l'oasi de Diba.
Kalba (capital a Khor Kalba) fou des del 1903 un xeicat independent governat per una branca dels Kawasin, reconegut pels britànics el 1936 degut a la construcció d'una pista d'aterratge de socors pels britànics, però el 1952 fou reincorporat a Xarjah. Vers l'interior el territori queda dividit pràcticament per territori de Fujairah.
Aquestes divisions són tradicionals i van quedar marcades als mapes als anys seixanta quan els funcionaris britànics van establir els límits en funció de les lleialtats que declaraven els caps locals.
Xarjah va signar el 1971 un acord de sobirania compartida amb Iran per l'illa d'Abu Musa, acord que des del 1992 de fet no és respectat, havent estat l'illa incorporada totalment a l'Iran el 1994, si bé mantenint alguns drets per la població local i drets econòmics sobre el petroli del pou marítim de Mubarak, al sud-est de l'illa.

## Història
A mitjan segle xviii els Qauasimi governaven un territori que s'estenia en una línia imaginària entre el sud de Xarjah i Khor Kalba fins a la península de Ras Musandam i a la costa sud de Pèrsia. Branques familiars van governar a Xarjah, Ras al-Khaimah (inicialment Djulfar) i Langah. Les suposades pirateries del Qauasimi foren respostes pels britànics el 1809, i el 1820 van imposar el primer tractat de pau general; va estar en guerra amb Abu Dhabi del 1825 al 1831 i del 1833 al 1834; el 1835 va seguir un segon tractat i el 1853 el tractat de treva perpetu; el 1892 es van signar els acords exclusius que posaven l'emirat i els altres emirats de la zona (Fujairah no existia i no el va signar fins al 1952) sota protectorat britànic.
Vers el 1902, perduts definitivament els territoris de Pèrsia el 1887, el xeic de Xarjah era el governant únic i excepte el territori a l'entorn de les viles d'Ajman i d'Umm al-Qaiwain i una part de la península de Musandan governava tot el territori dels Qawasimi. Però el 1903 el xeic de Fujairah i el de Kalba es van fer independents; el de Diba va quedar pràcticament independent; i el 1921 es va independitzar Ras al-Khaimah que es va apoderar dels territoris orientals de l'emirat a la serralada del Hàjar i el territori més proper a la seva capital; un intent de separació del xeic d'Hamriyah (entre Ajman i Umm al-Qaiwain) fou frustrat militarment el 1922; el 1932 el xeic de Diba es va independitzar; el xeic de Kalba independent de facto fou reconegut el 1936 pels britànics que necessitaven construir un aeròdrom d'emergència al seu territori, però el 1951 els britànics van restablir el domini de Xarjah sobre part de Diba i el 1952 sobre Kalba, si bé es va reconèixer la separació de Fujairah que es va quedar amb quasi tota la costa del golf d'Oman excepte tres enclavaments (Diba, Khor Fakkan i Kalba) on els caps van declarar la seva fidelitat a Xarjah. Als anys seixanta el xeic de Madhah tradicional aliat de l'imam d'Oman, va declarar la seva fidelitat a aquest i al seu successor el sultà de Mascat després sultà d'Oman.
El 24 de juny de 1965 els britànics van deposar l'emir Saqr III ben Sultan acusat de simpaties pels nacionalistes àrabs (per Gamal Abdel Nasser). Fou proclamat Khalid III ben Muhammad sota el qual Xarjah va accedir a la independència en el si dels Emirats Àrabs Units de la que fou membre fundador quan es van constituir el 2 de desembre de 1971.
Khalid III va morir el 24 de gener de 1972 en un intent de cop d'estat de Saqr III que volia recuperar el poder i va fracassar. El seu germà Saqr ben Muhammad va assolir el govern interí fins que el consell federal suprem va acordar reconèixer la successió al jove Sultan III ben Muhammad de 33 anys i que té un doctorat per la universitat d'Exeter. En aquest moment encara el pressupost federal cobria la major part de les despeses però a partir del 1974 es van posar en explotació els primers pous.
El 1985 va esclatar un seriós conflicte de límits amb Dubai que fou finalment resolt; el 17 de juny de 1987 l'emir fou enderrocat pel seu parent Abd al-Aziz ben Muhammad que va romandre al poder cinc dies fins que Sulta III fou restablert. El 1988 la producció de petroli va arribar a quaranta mil barrils diaris, però després ha tingut tendència a la baixa. En els darrers anys s'ha desenvolupat extraordinàriament la indústria lleugera i ha arribat més i més mà d'obra d'Àsia del sud-est, Pakistan, India i altres llocs. L'aportació de la pesca i l'agricultura a PIB són relativament petits i en regressió.
L'emirat té més llibertat de premsa que altres i és capdavanter en educació (la primera escola dels emirats es va crear a Xarjah el 1953). L'alcohol hi fou prohibit el 1985 i posteriorment es va establir un codi de bona moral, regulant estrictament els vestits i relacions d'homes i dones.

## Llista de governants
Els governants han estat:
- c.1727 - 1777: xeic Rashid ibn Matar ibn Rahman al-Qasimi
- 1777 - 1803: xeic Saqr I ibn Rashid al-Qasimi
- 1803 - 1840: xeic Sultan I ibn Saqr al-Qasimi (m. 1866) (1r cop)
- 1840: xeic Saqr ibn Sultan al-Qasimi
- 1840 - 1866: xeic Sultan I ibn Saqr al-Qasimi (2n cop)
- 1866 - 14 d'abril de 1868: xeic Khalid I ibn Sultan al-Qasimi (m. 1868)
- 14 d'abril de 1868 - març de 1883: xeic Salim ibn Sultan al-Qasimi (m. 1919) - des del 1869 conjuntament amb els següents:
- 1869 - 1871: xeic Ibrahim ibn Sultan al-Qasimi
- Març de 1883 - 1914: xeic Saqr II ibn Khalid al-Qasimi (18.. -1914)
- 13 d'abril de 1914 - 21 de novembre de 1924: xeic Khalid II ibn Ahmad al-Qasimi
- 21 de novembre de 1924 - 1951: xeic Sultan II ibn Saqr al-Qasimi (m. 1951)
- 1951 - maig de 1951: xeic Muhammad ibn Saqr al-Qasimi
- Maig de 1951 - 24 de juny de 1965: xeic Saqr III ibn Sultan al-Qasimi (1925 - 1993)
- 24 de juny de 1965 - 24 de gener de 1972: xeic Khalid III ibn Muhammad al-Qasimi (1931 -1972)
- 25 de gener de 1972 - 1972: xeic Saqr ibn Muhammad al-Qasimi
- 1972 - 17 de juny de 1987: xeic Sultan III ibn Muhammad al-Qasimi (1r cop) (1939)
- 17 de juny de 1987 - 23 de juny de 1987: xeic Abd al-Aziz ibn Muhammad al-Qasimi (1937)
- Des de 23 de juny de 1987: xeic Sultan III ibn Muhammad al-Qasimi (2n cop)

## Escut i bandera

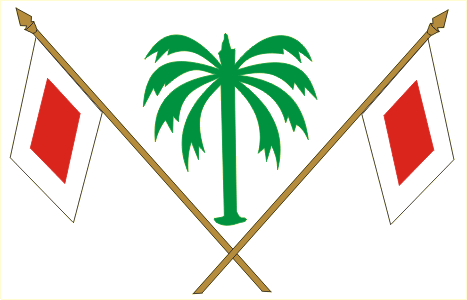
Escut de Xarjah fins al 1975

El Tractat general de treva de 1820 fou signat principalment amb els Qawasimi que dominaven els actuals Xarjah, Ras al-Khaimah i Fujairah. Aquest tractat va establir un únic pavelló vermell al centre i de vores blanques en proporció 1:1:1, però segons el costum a la zona les banderes es feien de mesures prou llargues (1:3 o més llargues) i aviat les banderes que existien eren rectangulars amb gran varietat quant a la mida de la part vermella i blanca.
Al segle xx la bandera s'utilitzà, seguint la influència britànica, en proporció 1:2 i amb la part vermella de doble altura que cada vora blanca. A l'escut la bandera apareix en proporció 2:3.
L'escut està format per dos banderes creuades i una palmera verda.
El 1975 el xeic va decretar la utilització únicament de la bandera federal com a pròpia de l'emirat i l'escut fou canviat i en comptes de dos banderes creuades del model anterior ara hi ha dos banderes federals.